# Gant d'or (Algérie)
Le Gant d'Or (El Heddaf et Le Buteur) est une récompense footballistique, créée en 2001 par le groupe de journaux algérien El Heddaf-Le Buteur. La récompense est remise annuellement au gardien algérien considéré comme étant le meilleur de la saison écoulée.

## Vainqueur du gant d'or
| Année | Joueur                    | Club                             |
| ----- | ------------------------- | -------------------------------- |
| 2001  | Slimane Ould Mata         | CR Belouizdad                    |
| 2002  | Lounès Gaouaoui           | JS Kabylie                       |
| 2003  | Mohamed Hichem Mezair     | USM Alger                        |
| 2004  | Lounès Gaouaoui           | JS Kabylie                       |
| 2005  | Mohamed Hichem Mezair     | ES Sétif                         |
| 2006  | Lounès Gaouaoui           | JS Kabylie                       |
| 2007  | Lounès Gaouaoui           | WA Tlemcen                       |
| 2008  | Lounès Gaouaoui           | USM Annaba                       |
| 2009  | Faouzi Chaouchi           | ES Sétif                         |
| 2010  | Raïs M'Bolhi              | CSKA Sofia                       |
| 2011  | Raïs M'Bolhi              | CSKA Sofia                       |
| 2012  | Raïs M'Bolhi              | CSKA Sofia                       |
| 2013  | Mohamed Lamine Zemamouche | USM Alger                        |
| 2014  | Raïs M'Bolhi              | CSKA Sofia et Philadelphia Union |
| 2015  | Mohamed Lamine Zemamouche | USM Alger                        |
| 2016  | Mohamed Lamine Zemamouche | USM Alger                        |
| 2017  | Abdelkader Salhi          | CR Belouizdad                    |